# Édouard Macquart
Pour les articles homonymes, voir Macquart.
Édouard Macquart (né le 3 août 1894 et mort le 4 mars 1983) est un footballeur français évoluant au poste d'attaquant.

## Carrière
Athlète complet, et ouvrier en chaussures au civil, Édouard Macquart évolue au football à l'AS Française lorsqu'il connaît sa première et unique sélection en équipe de France de football. Il affronte le 13 novembre 1921 lors d'un match amical l'équipe des Pays-Bas de football. Les Français s'inclinent lourdement sur le score de cinq buts à zéro.
Blessé par balle au bras gauche à Marchéville en avril 1915, Macquart s'illustre en avril 1918 lors de la Première Guerre mondiale et reçoit la Croix de guerre avec citation à l'ordre de la brigade.